# Norr- och Södergölen
Norr- och Södergölen är två små sjöar i Eksjö kommun i Småland och ingår i Emåns huvudavrinningsområde.